# StuIG 33 B
Das Sturm-Infanteriegeschütz 33B (StuIG 33 B) war ein während des Zweiten Weltkriegs von der deutschen Wehrmacht eingesetztes schweres Sturmgeschütz.

## Geschichte

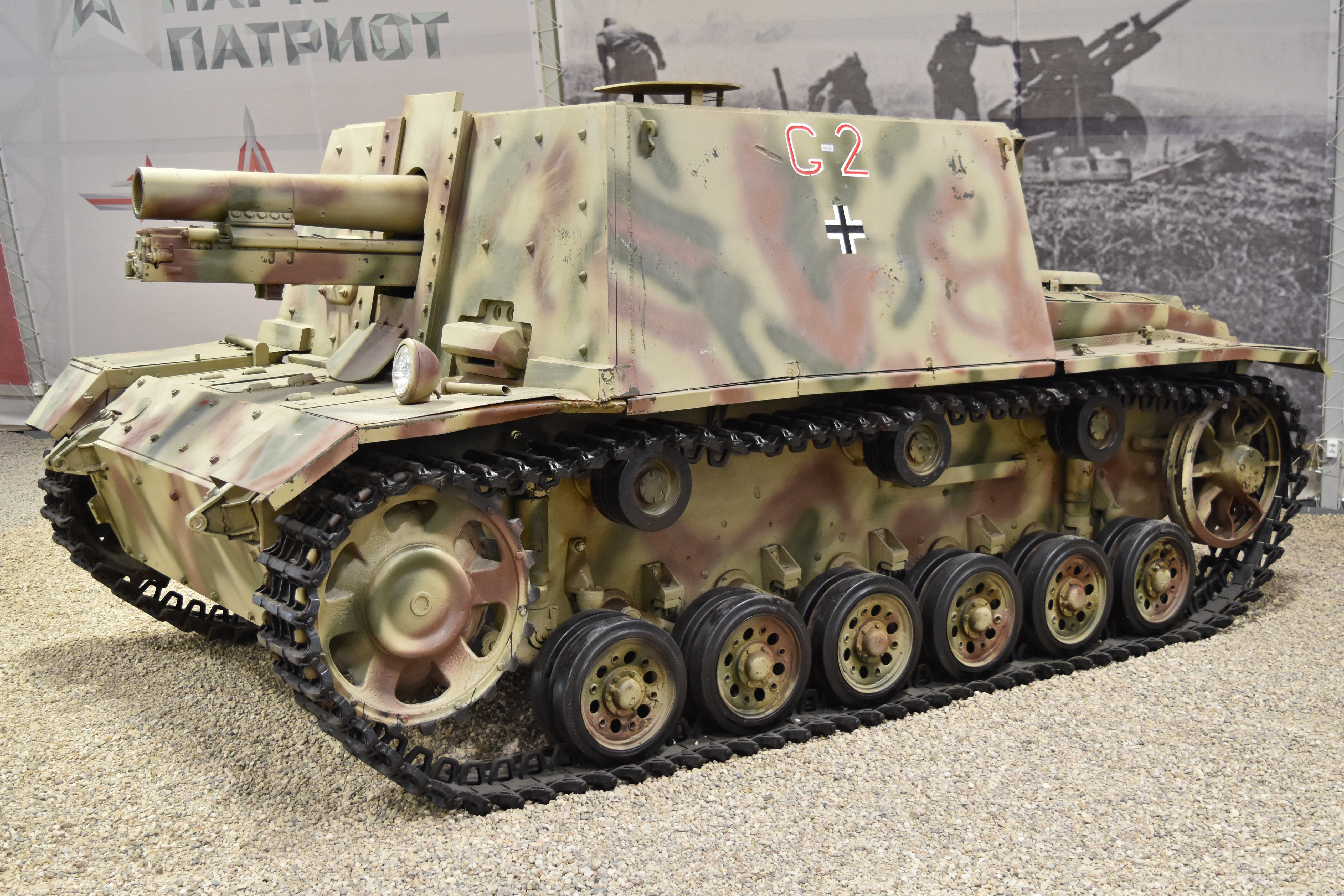
Sturm-Infanteriegeschütz 33B mit Geschütz

Die Wehrmacht hatte früh erkannt, dass die schnellen Vorstöße der Panzerdivisionen innerhalb ihrer Blitzkrieg-Strategie dazu führten, dass die Artillerie nicht schnell genug folgen konnte, um die Infanterie direkt zu unterstützen. Deshalb wurde nach einer Lösung gesucht, um die Artillerie vom Kraftzugsystem auf mobilere Systeme wie Kettenfahrzeuge zu bringen. Erste Versuche mit dem 15-cm-schweren Infanteriegeschütz 33 auf dem Panzer I als 15-cm-sIG 33 (Sf) auf Pz. I B und Panzer II als 15-cm-sIG 33 (Sf) auf Pz. II zeigten, dass dies grundsätzlich durchaus möglich war, aber die Lösungen nicht ausgereift waren.
Mit dem Beginn des Angriffs auf die Sowjetunion verfügte man noch nicht über Fahrzeuge, die im Vergleich zum Sturmgeschütz (7,5 cm), das schwere Infanteriegeschütz 33 – geschützt vor dem Beschuss kleiner Kaliber – zum Einsatz bringen konnten. Das Problem lag in der Konstruktion dieser Waffe. Rheinmetall hatte die großen Ausgleicher, die für das Feuern in großen Winkeln von bis zu 73° erforderlich waren, an der Unterlafette montiert. Die ersten Versuche, die kompakt konstruierte Waffe in Fahrzeugen unterzubringen, mussten hierauf immer Rücksicht nehmen.
Durch die Entwicklung des 15 cm s.IG 33/1 wurde 1942 von Škoda eine Waffe geschaffen, die ursprünglich für den Einbau im Pz.Kpfw.-38-(t)-Chassis vorgesehen war. Škoda konnte die Waffe noch nicht verwenden, da möglichst viele Panzerjäger 38 (t) (Marder III) gebaut werden sollten.
In einer Konferenz mit Hitler am 20. September 1942 wurde mit Dringlichkeit vorgetragen, dass die in Stalingrad kämpfenden Truppen ein bestmöglich gepanzertes Fahrzeug benötigten, das in der Lage sein sollte, mit wenigen Schüssen ein Haus zu zerstören. Es wurde erklärt, dass es erforderlich sei, innerhalb von 14 Tagen einige dieser Fahrzeuge herzustellen. Falls man ein 15 cm s.IG 33 nicht in einen Panzer III oder IV montieren könne, solle es eben auf ein Sturmgeschütz montiert werden.
Basierend auf dieser Waffe und vorhandenen Reparaturfahrgestellen von Sturmgeschützen aller bis dahin gebauten Ausführungen, meldete Alkett, dass man in der Lage wäre, innerhalb von 15 Tagen sechs Fahrzeuge zu bauen. Letztlich erfasste das Heereswaffenamt den Zulauf von zwölf s.I.G. 33 auf Fgst. Pz.Kpfw. III (Sfl.) im Oktober (1. Baulos) und zwölf weiteren Fahrzeugen im November (2. Baulos). Es wurde vermerkt, dass es sich um eine Versuchsserie mit 24 Fahrzeugen auf gebrauchten Fahrgestellen handelte.

## Technik

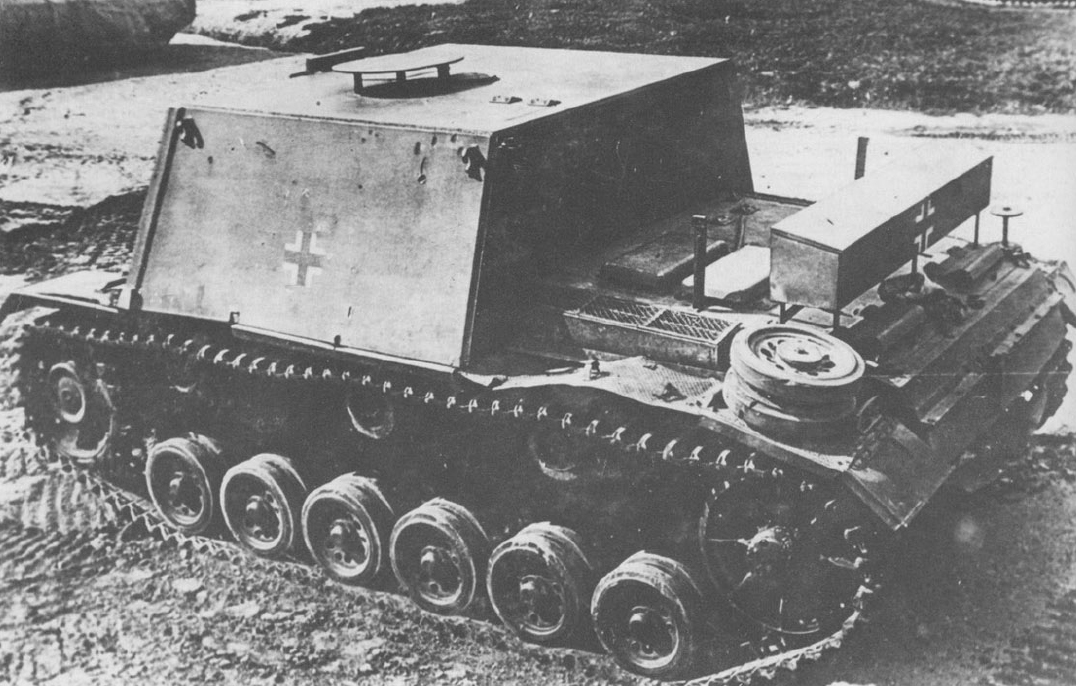
Heckansicht

Der schnelle Entwurf unter der Führung von Chefingenieur Michaels nutzte, wo möglich, vorhandene Bauelemente. So stammten die MG-Kugelblende 30 und die 30-mm-Zusatzpanzerung für die Fahrzeugfront aus einem Entwurf für den Panzer III. Auf der Wanne wurde ein vollgeschlossener Panzerkasten montiert, der seitlich bis über die Schutzbleche ging. Das Geschütz war hinter einer gleitenden Blende lafettiert. Die simple rechteckige Konstruktion des Aufbaus erlaubte nur ein grobes Seitenrichten. Dazu musste das gesamte Fahrzeug in die angegebene Richtung gedreht werden. Da ein indirekter Einsatz aber nicht vorgesehen war, wurde der auf +25° beschränkte Höhenrichtbereich, der die völlige Umpanzerung der Waffe ermöglichte, als ausreichend erachtet. Ziel war es schließlich, feindbesetzte Gebäude mit wenigen Schüssen zum Einsturz zu bringen. Der Innenraum, bestückt mit nur 30 Schuss Munition, dürfte sehr beengt und stickig gewesen sein, da die Lüfter für die Absaugung der Gase nach dem Schuss scheinbar nicht verfügbar waren.

## Einsatz
Die ersten zwölf Fahrzeuge wurden dann entsprechend der Anforderung in die Schlacht von Stalingrad geschickt. Um den 28. Oktober 1942 trafen die ersten sechs in Tschir ein. Je sechs Fahrzeuge gingen dann an die Sturmgeschütz-Abteilung 177 und die Sturmgeschütz-Abteilung 244 mit der Aufforderung, so schnell wie möglich in den Kampf einzugreifen. Am 7. oder 8. November wurde gemeldet, dass die Fahrzeuge ohne die erforderlichen Scherenfernrohre 14 Z ausgeliefert worden waren. Schon am 11. November 1942 wurden zwei Fahrzeuge durch direkte Treffer östlich der „Geschützfabrik“ in Stalingrad vernichtet. Alle anderen Fahrzeuge der ersten Serie gingen ebenfalls in und um Stalingrad verloren.
Die zwölf Fahrzeuge des zweiten Bauloses wurden zuerst dem Sturm-Infanteriegeschütz-Batterie/Lehr-Bataillon XVII zugeführt. Sie waren gelegentlich der 22. Panzer-Division unterstellt. Schließlich wurde eine Einheit von noch sieben Fahrzeugen als Sturm-Infanteriegeschütz-Batterie dem Panzer-Regiment 21 der 23. Panzer-Division zugeteilt. Das letzte Fahrzeug wurde von der 23. PD im Oktober 1943 als Verlust gemeldet.
Viele Erkenntnisse über den Nutzen und auch die Anforderungen an ein entsprechendes Fahrzeug wurden durch den Einsatz dieses Fahrzeugs gewonnen und konnten für die Entwicklung des Sturmpanzer IV genutzt werden.

## Technische Daten
- Hersteller:
  - Altmärkische Kettenwerke (Alkett)
- Motor:
  - Maybach HL 120 TRM mit 300 PS
- Getriebe:
  - Schaltgetriebe ZF SSG 77 Aphon / 6 Vorwärtsgänge, 1 Rückwärtsgang
- Höchstgeschwindigkeit:
  - 20 km/h
- Fahrbereich:
  - Straße 110 km / Gelände 85 km
- Federung / Laufwerk:
  - 12 querliegende Drehstäbe / Lauf- und Stützrollen
- Spurweite / Kettenlauflänge / Kettenbreite / Bodenfreiheit:
  - 2510 mm / 2860 mm / 400 mm / 400 mm
- Länge / Breite / Höhe:
  - 5400 mm / 2900 mm / 2300 mm
- Panzerung:
  - Wanne vorne 50 mm
  - Wanne seitlich 30 mm
  - Wanne hinten 30 mm
  - Aufbau vorne 80 mm
  - Aufbau seitlich 50 mm
  - Aufbau hinten 15 mm
- Bewaffnung:
  - 1 × 15 cm sIG 33 L/11
  - 1 × MG 34

## Einzelnachweise

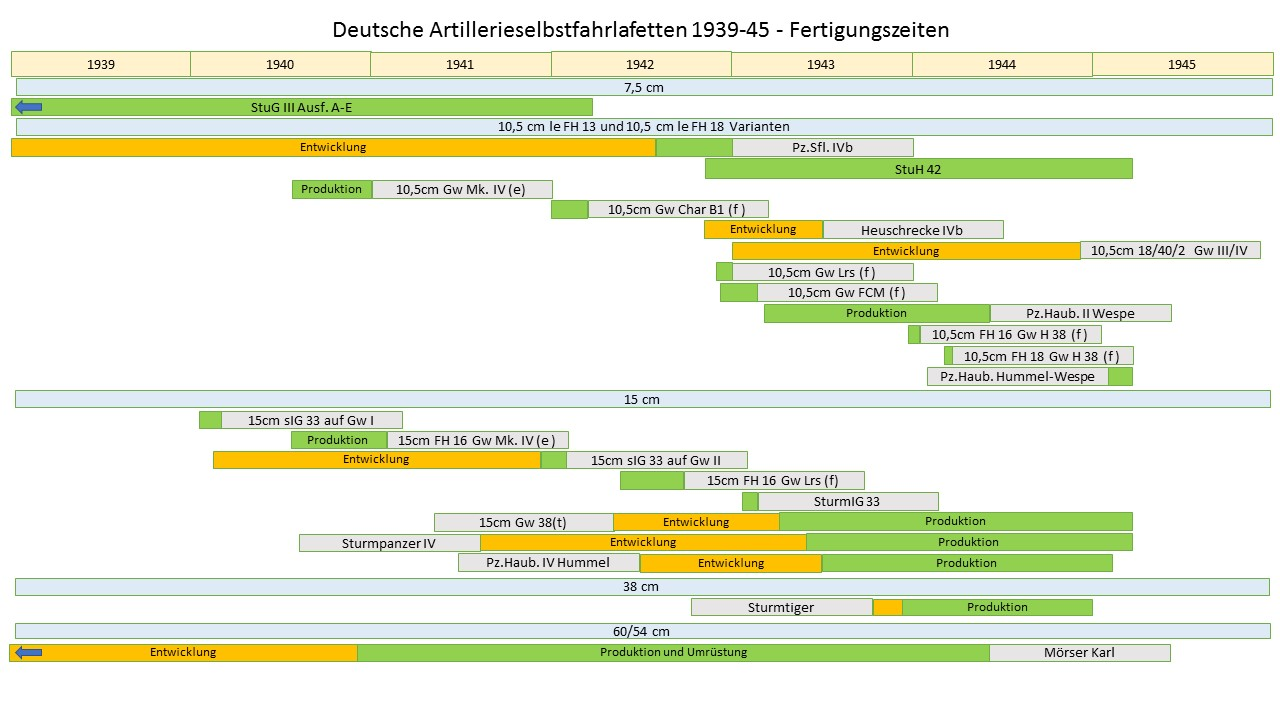